# Gibson (Tennessee)
Pour les articles homonymes, voir Gibson.
Gibson est une municipalité américaine située dans le comté du même nom au Tennessee.

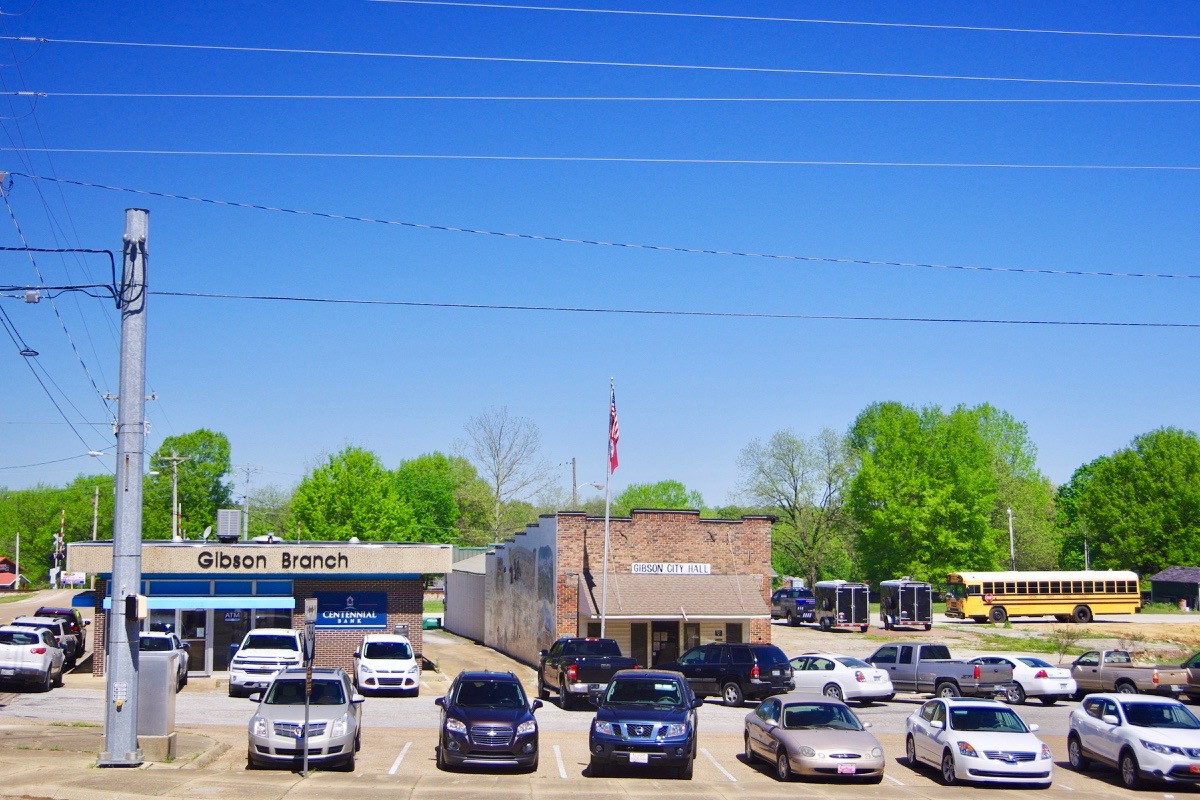
Gibson, avec l'hôtel de ville au centre

Selon le recensement de 2010, Gibson compte 396 habitants. La municipalité s'étend sur 0,61 mille carré (1,58 km2).
Comme son comté, la localité est nommée en l'honneur de John Gibson, militaire ayant participé à l'expédition Natchez.